# أبراهيم أباد (نجف أباد)
أبراهیم أباد (بالفارسية: ابراهیم‌آباد) هي قرية تقع في إيران في Najafabad Rural District. يقدر عدد سكانها بـ 39 نسمة .